# 백양초등학교 (울산)
업식백양초등학교는 대한민국 울산광역시 중구 성안동에 있는 초등학교다.

## 학교 연혁
- 2007. 03. 01 개교(26학급 813명)
- 2007. 03. 01 초대 강영기 교장 부임
- 2008. 02. 19 제1회 졸업장 수여식(졸업생 66명)
- 2008. 03. 01 교육과학기술부 지정 교육과정 정책연구학교
- 2009. 03. 01 31학급 편성
- 2009. 11. 17 울산광역시교육청 학교평가 1등급 수상
- 2011. 03. 01 제3대 윤중식 교장 부임
- 2011. 03. 01 울산광역시교육청 지정 인권교육 시범학교
- 2011. 12. 08 울산광역시 과학교육종합평가 우수학교 선정
- 2012. 12. 08 울산광역시 과학교육종합평가 우수학교 선정
- 2013. 02. 20 제6회 졸업식(161명, 졸업생 누계 894명)
- 2013. 09. 01 독서교육 선도학교 지정
- 2014. 02. 20 제7회 졸업식(162명, 졸업생 누계 1,6명)
- 2015. 02. 13 제8회 졸업식(117명 졸업생 누계 1173명)
- 2015. 03. 01 제4대 우정수 교장 부임]
- 2016. 2. 17 제 9회 졸업식